# Chiến dịch Champion Sword
Chiến dịch Champion Sword là chiến dịch quân sự phối hợp giữa quân đội Mỹ và quân đội Afghanistan như một phần của Lực lượng Hỗ trợ An ninh Quốc tế tham chiến chống lại Taliban và các đồng minh . Kéo dài trong một tuần, liên quân đã bắt được 14 chiến binh và những kẻ chế tạo bom tự chế, đồng thời cải thiện an ninh chung của tỉnh Khost. Chiến dịch này còn nhắm vào các nơi trú ẩn an toàn và nơi ẩn náu của bọn khủng bố ở các huyện Sabari và Tere Zayi của tỉnh Khost.